# Mono Jojoy
Mono Jojoy   (Icononzo, 5 de febrer de 1953 - Serranía de la Macarena, 22 de setembre de 2010) va ser un guerriller colombià, comandant a cap de les operacions militars i membre del Secretariat de les FARC, grup qualificat com a terrorista per la Unió Europea, els Estats Units, Organització dels Estats Americans, i l'ONU. Es va vincular l'any de 1975 a la guerrilla de les Forces Armades Revolucionàries de Colòmbia, Exèrcit Popular (FARC - EP) com a guerriller ras, on progressivament anà ocupant els càrrecs de «comandante de escuadra», companyia i d'altres fins a arribar a pertànyer al Secretariat de les FARC. Va ser considerat com un dels rebels més radicals i violents de les FARC.
El sobrenom Mono Jojoy, segons informació del Departamento Administrativo de Seguridad (DAS) a Colòmbia, li posaren diversos subalterns quan era comandant del Bloc Oriental de les FARC per la seva «facilitat per escapolir-se dels seus perseguidors», igual com «ho fa una espècie de cuc selvàtic a què es coneix com a mojojoy».
El Departament d'Estat dels Estats Units oferia una recompensa de fins a 5 milions de dòlars per informació que conduís a l'arrest i/o la condemna de Víctor Julio Suárez Rojas. També el Govern Nacional de Colòmbia oferia la suma de mil milions pesos (uns 555.000 $ el 2010) com a recompensa per la captura del cap guerriller.

## Biografia

### Orígens
Hi ha moltes versions sobre la infantesa de la Mono Jojoy. La seva infantesa compta amb testimonis orals però el mateix Mono Jojoy va arribar a afirmar que "va néixer en un morral" a les muntanyes de Cundinamarca o Boyacá, ja que els seus pares van pertànyer a les “autodefenses de camperols”, nom amb què van començar les guerrilles liberals i comunistes després de l'època de “La Violencia”, un període de violència entre liberals i conservadors que es va desbordar després de l'assassinat de Jorge Eliecer Gaitan i el Bogotazo.
La seva família és d'origen camperol i a causa de la forta violència partidista que assolà el departament, es desplaçà cap a la zona del Sumapaz, a Cundinamarca. Tenia llavors 6 anys, encara que s'ha assegurat que va néixer a Cabrera, Cundinamarca. Jojoy va viure a Cabrera junt amb la seva mare i el seu germà petit cuidant-se cultius de fesol i bestiar, fins aproximadament els 8 o 10 anys l'edat, previ al seu ingrés a aquesta edat als moviments insurgents contra els governs del Frente Nacional.
La seva mare, era cuinera del llavors comandant d'autodefensa àlies Jacobo Arenas, i un dels subversius que va pertànyer al capdavant que va dirigir Juan de la Cruz Varela, un dels líders de les guerrilles liberals de Cundinamarca en l'època de La Violencia, i que va ser assassinat al costat del pare de Mono Jojoy durant el govern de Gustavo Rojas Pinilla (1953-1957). Varela era el líder de la colònia agrícola de Sumapaz, una espècie d'avançament de les anomenades repúblicas independientes que van precedir les FARC.
Sobre el nom dels pares de Jojoy hi ha diverses versions, igual com la seva data de naixement. Revista Setmana identifica el pare de Mono Jojoy com "Noé Suárez Castellanos" i la seva mare com "Romelia Rojas". El Heraldo de Barranquilla diu que el Mono Jojoy va ser batejat en Cabrera, Cundinamarca, però que el seu lloc de naixement també dona la data el 1949 a Boavita, Boyacá.
A més, afirma que Mono Jojoy va tramitar una cèdula de manera fraudulenta a nom de "Luis Suárez (17.708.695) expedida en Cartagena del Chairá".
Sobre el seu verdader nom, la Interpol figura que el seu nom és "Jorge" té els seus cognoms reals com "Briceño Suárez", amb data de naixement "el febrer de 1949", fill de "Jesús Briceño i "Elizabeth Suárez".
Revista Setmana afirma que nasqué el 2 de gener de 1951, mentre que el diari espanyol El Mundo afirma que va ser el 5 de febrer de 1953 en Cabrera, Cundinamarca.

### Vinculació a les FARC
D'escassos estudis acadèmics, Suárez es va vincular de ple a les FARC des de 1975 i va rebre instrucció de Jorge Torres Victoria, àlies "Pablo Rodríguez". La seva activitat en les FARC va començar a la regió de la Sierra de la Macarena, on va organitzar l'atac contra una patrulla del Batallón Cazadores, en el qual van morir 24 soldats.

Tanmateix, la seva història com a comandant guerriller es remunta cap a la dècada de 1980. Acudia al costat d'Iván Márquez a la Universidad de la Amazonia a Florencia (Caquetá). La seva classe preferida era la que dictava Joaquín Gómez.

#### Dècada de 1980
El 1983 va ser nomenat cap de seguretat de Jacobo Arenas i li van lliurar al seu comandament dues esquadres del Frente 7 de las FARC, que més tard serien els fonaments del Frente 26, que opera en La Uribe (Meta).
En l'època dels acords de la Uribe, a mitjans dels anys 1980, es deia que el Mono Jojoy seria el successor de Tirofijo, llavors cap de les FARC, tanmateix, la seva participació en els diàlegs de La Uribe va ser marginal: amb prou feines l'encarregat militar de cuidar la zona.

Pel seu cap l'Estat colombià oferia 500 milions de pesos.

En 1987 va ordenar una emboscada contra les forces públiques colombianes en la via San Vicente del Caguán – Puerto Rico (Caquetá), van ser assassinats 26 soldats i 44 foren ferits.

A l'any següent, 1988, "Mono Jojoy" va ordenar l'emboscada a la vereda San Juan sobre la vereda cap a Cartagena del Chairá; allà van ser assassinats 12 militars i 12 van resultar ferits.

El 1989, el llavors comandant del Frente 7 de las FARC fou descobert per Jacobo Arenas comercialitzant amb pasta de fulla de coca a la Serranía de La Macarena i va ser sancionat, en el seu reemplaçament temporal es va assignar a 'Mono Jojoy' i va ser desplaçat cap al Guaviare. A La Macarena va anar lloc al comando del FRONT 27 DE LES FARC, un dels fronts mares de les FARC creat per 'Jojoy'. Meses després es van crear els fronts 43 i 44 al sud de Meta, i 'Jojoy' va iniciar així la seva carrera d'ascens.
 Les FARC van aconseguir victòries contra les forces militars colombianes en el departament del Meta, la guerra bruta contra la Unión Patriótica (UP) va comportar la radicalització de les FARC. Amb la mort de Jacobo Arenas el 1990, el 'Mono Jojoy' va ingressar el Secretariat i es va convertir en el comandant del Bloc Oriental.

#### Dècada de 1990
El 1991, el Mono Jojoy va ordenar un atac a la base militar Girasoles en el departament del Meta; 14 militars morien i 17 foren segrestats. La seva imatge es va tornar famosa quan no existien acostaments de pau amb el Govern, i la confrontació s'incrementava. Després dels diàlegs de Tlaxcala, el president César Gaviria Trujillo va declarar «la guerra integral» i les FARC es van preparar per a l'etapa següent del conflicte. En aquell moment, Mono Jojoy es va convertir en un personatge rellevant, per sobre de les figures d'Alfonso Cano, Iván Márquez, i altres membres del secretariat que havien estat protagonistes a la taula de negociacions.
El 1993, en la població de Cachipay, departament de Cundinamarca, àlies "Mono Jojoy" va ordenar el segrest de l'industrial Carlos Upegui Zapata (alliberat 23 de gener de 1994). El 1994, a la localitat de La Ceiba, km. 14 sobre la via Puerto Rico-San Vicente del Caguán, va ordenar el segrest en paraules seves, «qualsevol diputat, candidat a Cambra de Representants o candidat a l'alcaldia de la població de Puerto Rico» en el departament del Caquetá.
Aquell mateix any, a la vereda Galicia de El Paujil, Caquetá, àlies "Mono Jojoy va ordenar el segrest del senador liberal Rodrigo Turbay Cote. També el 1994, va planejar i va dirigir l'assassinat del general Carlos Julio Gil Colorado a Villavicencio. En l'atac, les FARC van utilitzar entre 35 i 40 quilos de dinamita gelatinosa.
 La seva veu la donen a conèixer els mitjans de comunicació públicament per enregistraments de radiotelèfon, en els quals dona ordres de cometre tot tipus d'accions delictives.
Les famoses «pesques miraculoses» en la via al Pla -carretera que comunica el centre amb l'orient del país-, les preses a poblacions del departament del Cauca i els primers segrests de soldats i policies. L'agost de 1995, va ordenar l'atac simultani a la Base Ponal de Miraflores, departament del Guaviare i a les instal·lacions del Batalló Joaquín París, en aquest mateix departament; 18 militars van morir.
El 1996 Mono Jojoy va ordenar una emboscada a un comboi militar en el municipi de Puerres, departament de Nariño, diversos militars van morir a l'acció. L'agost del 1996, una setmana després de l'atac a la base de Las Delicias i el segrest dels 60 soldats, àlies "Mono Jojoy" també va ordenar un assalt a la base militar de La Carpa, localitzada entre les inspeccions del Caprici i La Carpa, en el departament de Guaviare, en el qual van ser assassinats 23 militars. Aquell mateix any va ordenar una emboscada contra militars colombians en el municipi de Puerres, departament de Nariño, diversos militars van morir.
El 1997, les FARC van iniciar l'estratègia de "buit de poder", amb el qual van buscar aniquilar els sectors polítics legals a les seves zones d'influència. Cents de regidors, alcaldes i governadors van renunciar al seu càrrec davant d'amenaces. Els principals lloctinents de 'Mono Jojoy' van desplegar ones de violència per tot el país, al que anomenaven "aturada armada". Àlies Urías Cuéllar i 'Romaña' comandaven contingents de tropa de més de cent guerrillers pels Llanos del Yarí.
En 1998, va ordenar l'atac a la base militar de La Uribe, departament del Meta; 28 militars van resultar morts i uns altres 30 ferits. El novembre del mateix any, àlies "Mono Jojoy" va ordenar l'atac a la capital departamental, Mitú, al Departament de Vaupés. 60 agents de la Policia Nacional de Colòmbia i 10 civils moriren assassinats i uns altres 30 foren segrestats per a un eventual intercanvi.
El Mono Jojoy reapareix a la zona de distensió el 1999. També va ser testimoni de la reunió en la qual l'ex-comissionat Víctor G. Ricardo i es feu una fotografia amb Manuel Marulanda, que li va donar el triomf de les eleccions al president Andrés Pastrana. Va ser l'únic guerriller que acompanyava el cap de les FARC quan es va reunir amb el cap d'estat esmentat.

#### Dècada de 2000
L'any 2000, va ordenar l'assassinat de Diego Turbay Cote al paratge La Esmeralda, municipi de El Doncello, departament de Caquetá. Aquell mateix any va ordenar el segrest del senador del Departament de Caldas, Oscar Tulio Lizcano.
2001
El Mono Jojoy va ordenar el segrest de l'exgovernador del Departament de Meta, Alan Jara, sobre la via Lejanías-Granada. Aquell mateix any també va ordenar el segrest d'un altre polític, el liberal Luis Eladio Pérez al municipi d'Ipiales, Departament de Nariño. En el municipi de Gigante, departament de Huila, va ordenar el segrest d'Orlando Beltrán Cuéllar.
En març de 2001, sota ordres de Mono Jojoy, el Bloc Mòbil Arturo Ruíz de les FARC va dur a terme l'anomenat “Assalt al Cerro Tokio” on 15 militars van resultar morts, 4 ferits i 2 desapareguts. El maig, va ordenar accionar un cotxe bomba a Bogotá, que va produir almenys 35 persones ferides. El 24 de maig, va coordinar l'assassinat de 24 indígenes. L'acció va ser perpetrada pel Frente 18 de las FARC a Tierra Alta, departament de Córdoba. El juny, va ordenar al Frente 30 de las FARC el segrest de 14 persones civils en Cali.
Vint-i-dos dies després, Mono Jojoy va ordenar l'assalt al Fuerte Coreguaje en el corregimiento de La Tagua, Puerto Leguízamo, departament del Putumayo, on 32 militars van ser assassinats, 19 més van quedar ferits, equips bèl·lics van ser saquejats.
El 9 de juliol va ordenar al Frente 41 de las FARC el segrest de 41 civils a la ciutat de Valledupar, capital departamental del Cesar. El 26 del mateix mes, 17 civils són segrestats en Neiva per la Columna Móvil Teófilo Forero en l'assalt a l'edifici Miraflores, per ordres de Mono Jojoy, entre els segrestats va estar Gloria Polanco. El setembre va ordenar al Frente 33 de las FARC l'assassinat de 20 civils a La Gabarra, departament de Norte de Santander, mentre que a Valledupar va ordenar el segrest de l'exministra de Cultura Consuelo Araújo Noguera.
El novembre, va ordenar atemptar contra la caravana presidencial de Álvaro Uribe sobre la circumval·lació que comunica Barranquilla i Galapa. L'1 de desembre de 2001 va ordenar l'assassinat de 15 de civils que es mobilitzaven en un bus, en el municipi d'Aquitània, departament de Boyacá. El 17 de desembre, va ordenar un atemptat amb cotxe bomba a la zona urbana de San Martín, departament del Meta; allà va morir una persona i 16 més van resultar ferides.
2002
En el 2002 va ordenar a les FARC dur a terme el denominat «Plan Rompimiento», amb la que es va atemptar contra la infraestructura energètica i vial de Colòmbia. El 25 de gener de 2002, va ordenar fer detonar un artefacte explosiu a prop a la 6ta estació de la Policía Nacional de Colombia a Bogotà, 4 policies i un civil moren assassinats. El 29 del mateix mes, va ordenar al Frente 26 de las FARC omplir una casa amb artefactes explosius a El Dorado, departament del Meta per fer arribar fins allà a membres de les forces militars. En l'explosió van morir 29 militars i 9 resultaren ferits.
El 29 de gener de 2002, va ordenar al Frente 3 de las FARC accionar un cotxe bomba al Barri Buenos Aires a la ciutat de Florencia (Caquetá) en el departament del Caquetá, un militar morí i 12 van resultar ferits; a més 10 civils van morir i uns altres 6 foren ferits. El 20 de febrer va ordenar segrestar el senador Jorge Gechem Turbay en un avió a ple vol. Tres dies després, ordena retenir a la llavors candidata presidencial Íngrid Betancourt que es desplaçava per via terrestre cap a la “zona de distensió”, després del trencament dels diàlegs de pau mantinguts des del 1998 entre el president Pastrana i les FARC.
El 21 de març de 2002, el Frente 31 sota ordres d'àlies "Mono Jojoy" ataca una ambulància, assassinant 6 civils i ferint-ne 2. De la mateixa manera, el 7 d'abril, el Frente 31 sota ordres de la "Mono Jojoy" activa un cotxe bomba, ferint 67 civils i 3 policies al Barri La Grama de la ciutat de Villavicencio. L'11 d'abril de 2002, la Columna Móvil Teófilo Forero de les FARC, sota ordres de la "Mono Jojoy" va segrestar 12 diputats del departament de la vall del cauca; un sotsoficial mor acoltellat.
El 14 d'abril de 2002 va ordenar un atemptat contra el llavors candidat presidencial Álvaro Uribe en Barranquilla; 3 civils van morir, 13 civils i 4 policies ferits. Dos dies després va ordenar al Front 19 de les FARC el segrest de 12 civils a Fundación, departament de Magdalena. El 2 de maig de 2002, el front 57 de les FARC sota les seves ordres va cometre la matança de Bojayá al mig de combats contra paramilitars de les AUC, en el departament de Chocó; 119 civils van ser assassinats i 44 més van resultar ferits. Mesos després, el 7 d'agost de 2002, les FARC van atemptar novament durant la possessió del president Álvaro Uribe a Bogotà. 14 persones van morir, 33 van resultar ferides.

Sota ordres d'a. "Mono Jojoy", el Frente 37 de las FARC va segrestar 12 civils en San Juan Nepomuceno, Departament de Bolívar el 2 de setembre de 2002. El 19 de setembre el Frente 27 de las FARC sota les ordres de "Mono Jojoy", va segrestar 22 camperols. La Red Urbanana Antonio Nariño de les FARC va iniciar per ordres del "Mono Jojoy" i els altres membres del secretariat una sèrie d'atemptats; el 9 de desembre van atemptar contra les "Hipertiendas el Bodegón", 69 persones van resultar ferides. El 13 de desembre van atemptar contra l'edifici de les Residencias Tequendama a Bogotà; en l'atac es van llançar explosius que van deixar 18 ferits. El 13 de desembre van enviar una carta bomba al senador Germán Vargas Lleras; l'artefacte va esclatar i va ferir el senador.
2003 fins a la mort
El gener de 2003, fou implicat junt amb els altres membres del secretariat de les FARC, pel Govern de Colòmbia, en l'atemptat al club “El Nogal”. Aquests fets provocaren 36 morts i més de 200 ferits. Per aquest homicidi múltiple va ser condemnat a 40 anys de presó.
Al costat de Manuel Marulanda, va ser assenyalat per la Fiscalia General de presumpte segrest del nen Emmanuel des del seu naixement, fill de l'excandidata vicepresidencial Clara Rojas, raó per la qual es va proferir mesura d'assegurament en seu contra.
Va ser acusat com a responsable del segrest d'Íngrid Betancourt, aspirant presidencial per al període 2002-2006; així mateix de l'assassinat dels Turbay Cote a escassos quilòmetres de la zona de distensió, aparentment per iniciativa pròpia del Frente 14 de las FARC. Mono Jojoy va ser considerat com un dels guerrillers més radicals de l'ala militar; va donar l'ordre d'exigir la renúncia als alcaldes i a centenars de funcionaris de municipis colombians, en les seves paraules «segrestar o ajusticiar qui no renunciï al seu càrrec a qualsevol racó del país».
Després de la mort del cap de les FARC el 26 de març de 2008, Manuel Marulanda i la confiscació dels computadors de Raúl Reyes, el Mono Jojoy va parlar (mentre era filmat) als seus guerrillers més propers informandoles sobre la situació i el que implicava l'esmentada confiscació; Jojoy els va informar sobre la mort de Marulanda, van revelar que havia donat diners a la campanya presidencial de Rafael Correa, a president de l'Equador i que mantenien acords i comunicació a través d'emissaris.
El 21 de febrer de 2009, el llavors Ministre de Defensa Juan Manuel Santos, va desestimar que Jorge Briceño Suárez, estigués agonitzant però va confirmar que sí que estava malalt i envoltat, contradient la versió del diari El Nuevo Herald que va publicar que «es trobava moribund en un campament clandestí de la selva colombiana, com a conseqüència d'una diabetis crònica mal tractada ». Santos va afirmar que tot sí que era cert, menys que estigués agonitzant. Es va establir que des de l'any 2007 aproximadament, l'estat de salut de la Mono Jojoy era greu i estava deteriorant-se, per la qual cosa podria haver entrat en una fase terminal. Segons informació del diari El Nuevo Herald, Mono Jojoy explicava el moment amb un pla de seguretat de dos anells a què només pertanyien veterans combatents de la seva major confiança i "moltes dones".

### Mort
La matinada del 22 de setembre del 2010 durant una operació de la Fuerza de Tarea Conjunta Omega de les Forces Militars colombianes, denominada "operació Sodoma", va caure abatut el cap del Bloc Oriental de les FARC per un atac aeri a la regió de la Macarena, en una zona anomenada "la Escalera".
Els intensos combats després del bombardeig van durar gairebé tot el dia de dimecres i només fins al matí del 23 de setembre les forces militars van poder entrar al lloc i realitzar la identificació dels cadàvers.
Des de Nova York, assistint a l'Assemblea General de les Nacions Unides, el president Juan Manuel Santos va confirmar la notícia a través de missatges del seu telèfon a funcionaris del govern.
En l'Operació "Sodoma" van participar prop de 30 avions entre K-firs i Super Tucanos i uns 27 helicòpters de la Força Aèria Colombiana i de l'Aviació de l'Exèrcit UH-60L - Huey II. El desembarcament de policies i tropes es va produir a uns 26 quilòmetres del lloc conegut com la Julia, a la regió de la Macarena, en el departament del Meta. Fonts militars van informar que a les files de la subversió van caure 20 guerrillers. De part de les Forces Militars, van ser reportats sis militars ferits i la mort d'una gossa antiexplosius anomenada 'Sasha'. Tanmateix, després de més d'una setmana del bombardeig, el govern va confirmar la mort de dos soldats de l'exèrcit colombià en l'operació.
El ministre de la Defensa colombià, Rodrigo Rivera Salazar, va dir que el campament bombardejat tenia aproximadament 300 metres quadrats i en ell es trobava un búnquer fet en concret, amb túnels de fuga. Segons el diari colombià El Tiempo, alias "Mauricio el Médico", un dels suplents del Secretariat de les FARC i àlies Romaña", també serien entre els morts. El govern encara no confirma l'esmentada informació.
Després d'una anàlisi de medicina legal es va determinar que Jojoy va morir per politraumatisme; amb senyals d'aixafament i asfíxia, causades per l'ona explosiva i la destrucció del búnquer.
El lloc d'Internet, Anncol, afí a les FARC, va publicar tres comunicats firmats amb pseudònims. En els comunicats carreguen contra el govern del president Santos, confirmen la mort de Jojoy i critiquen les celebracions i desplegament de mitjans.
El cos de Mono Jojoy va ser reclamat inicialment el divendres 24 de setembre per una dona de nom Jenny Flórez, que va dir ser de nacionalitat equatoriana, missionera i haver estat ajudada per la guerrilla.
El seu cos va ser demanat també per una dona de nom Lucero, natural de Cabrera, Cundinamarca que diu ser la seva neboda. Segons va dir mai va estar d'acord amb la vida que Mono Jojoy va elegir però que tampoc no li feia "vergonya" dir que era el seu oncle, ni familiar. Lucero va afirmar no haver vist el seu oncle en més de 20 anys.
Sobre el cos de Mono Jojoy va dir que prefereix enterrar-lo en un poble i no en una ciutat. Hi va "haver molta gent danyada per ell i pel seu grup i lament això. Però és un ésser humà i es mereix un enterrament. Millor que ningú no sàpiga on és, per evitar moltes coses. Hi ha quantitat de coses que podrien fer amb un cos així". El cos seria lliurat el dimarts, 28 de setembre de 2010,
però cap persona no ha tramitat els documents necessaris per reclamar el cadàver.

## Delictes
Segons informació del Ministeri de Defensa de Colòmbia recopilada des de 1987, a la "Mono Jojoy" se li atribuïen 105 "accions terroristes" com emboscades, incursions a localitats, segrests de polítics, industrials, ramaders i segrest d'avions. També pesaven sobre ell acusacions d'induir sabotatges i atemptats contra oleoductes, activació de cotxes bomba i ordenar assassinats selectius i indiscriminats contra civils, polítics, militars i policies, entre altres delictes.
Entre altres se l'ha acusat de rebel·lió, terrorisme,homicidi, narcotràfic, dany en béns aliens, segrest, furt, extorsió, assalt, lesions personals, constrenyiment il·legal, possessió il·legal d'armes, conspiració